# Flúgos futam (film)
A Flúgos futam (eredeti cím: Cannonball) 1976-ban bemutatott amerikai filmvígjáték, melyet Paul Bartel írt és rendezett. A főbb szerepekben David Carradine, Bill McKinney és Veronica Hamel látható.
Az Amerikai Egyesült Államokban 1976. július 6-án mutatták be. Egy Cannonball Baker vagy Cannonball Run elnevezésű, valóban létező, az észak-amerikai földrészen átívelő illegális közúti versenyről szól, melyet több éven át megrendeztek az Egyesült Államokban. Ugyanebben az évben került mozikba egy hasonló témájú film, a Rágógolyó futam. A történet később alapjául szolgált az Ágyúgolyó futam (1981), az Ágyúgolyó futam 2. (1984) és az Ágyúgolyó futam 3. – Sebességzóna (1989) című filmeknek is. 

## Cselekmény
Több versenyző is indul a Trans-America Grand Prix-n. Az illegális és rendkívül ádáz autóverseny a nyugati parti Santa Monica Pier és a keleti parti New York között zajlik. 
Coy "Cannonball" Buckman, aki korábban ittas vezetés közben megölt egy lányt, nemrég szabadult a börtönből. Azt reméli, megnyerheti a versenyt, ezzel feltámasztva karrierjét. A Modern Motors csapata győzelem esetén szerződést ígért neki és riválisának, Cade Redmannek is. A félelmetes versenytársak mellett Coynak feltételes szabadlábra helyezése után kirendelt felügyelőtisztjével, Linda Maxwell-lel is meg kell küzdenie, akivel ráadásul viszonya van.

## Szereplők
| Színész            | Szereplő                 | Magyar hang      |
| ------------------ | ------------------------ | ---------------- |
| David Carradine    | Coy 'Cannonball' Buckman | Mihályi Győző    |
| Bill McKinney      | Cade Redman              | Varga T. József  |
| Veronica Hamel     | Linda Maxwell            | Kiss Erika       |
| Gerrit Graham      | Perman Waters            | Schnell Ádám     |
| Robert Carradine   | Jim Crandell             | Seszták Szabolcs |
| Belinda Balaski    | Maryann                  | Roatis Andrea    |
| Judy Canova        | Sharma Capri             | Nyírő Beáta      |
| Paul Bartel        | Lester Marks             |                  |
| Martin Scorsese    | maffiózó                 |                  |
| Sylvester Stallone | maffiózó                 | nem szólal meg   |

## Fordítás
- Ez a szócikk részben vagy egészben  a   Cannonball (film) című angol Wikipédia-szócikk fordításán alapul.  Az eredeti cikk szerkesztőit annak laptörténete sorolja fel. Ez a jelzés csupán a megfogalmazás eredetét és a szerzői jogokat jelzi, nem szolgál a cikkben szereplő információk forrásmegjelöléseként.